# Samtökin '78
Samtökin '78 es la organización más importante de defensa de los derechos LGBT en Islandia. Samtökin '78 ha sido una asociación clave para la consecución de los derechos LGBT desde su fundación en 1978. La asociación tiene un centro social y una biblioteca. Entre sus principales acciones está proveer orientación, llevar a cabo reuniones y organizar encuentros. La asociación posee diversas secciones como la de juventud, la de lesbianas, la de homosexuales sordos o la de padres de homosexuales. Es además un miembro destacado del comité del orgullo de Islandia, y colabora estrechamente con Amnistía Internacional.